# Robert Hossein
Robert Hossein, född Abraham Hosseinoff 30 december 1927 i Paris, död 31 december 2020 i Essey-lès-Nancy, Grand Est, var en fransk skådespelare och filmregissör.

## Filmografi i urval
- 1955 – Djävulen tar de sina (regi och roll)
- 1955 – Rififi (roll)
- 1956 – Brott och straff (roll)
- 1958 – Famntag i natten (regi och roll)
- 1964 – O.S.S. 117 i Bangkok (roll)
- 1965 – Marco Polo - äventyrens man (roll)
- 1967 – Jag dödade Rasputin (regi och roll)
- 1971 – Kuppen (roll)
- 1981 – Le Professionnel (roll)
- 1986 – En man och en kvinna – 20 år senare (roll)
- 1995 – Les misérables (roll)